# Климент Найденов
Климент Минев Найденов е български географ, демограф, регионалист и обществен деятел. Той е професор в Катедра „Регионално развитие“ на Геолого-географски факултет на СУ „Св. Климент Охридски“. През 2019 г. е избран за декан на Факултета . Председател на Българско географско дружество в периода от 2018 до 2022 г. 

## Биография
Роден е на 8 февруари 1977 г. в Добрич. Завършва ЕГ „Гео Милев“ през 1996 г., а през 2001 г. – специалност „Икономическа география – география на населението и селищата“ в Геолого-географски факултет на Софийския университет, като специализира две години „Международни отношения“ в същия университет. В периода 2001-2002 г. отбива военната си служба във Военноморските сили на Република България. Придобива втора магистратура по „Икономика и управление на туризма“, а през 2012 г. защитава дисертация на тема „Демографската политика на Р. България – фактор за устойчиво развитие“ в професионално направление 4.4. „Науки за Земята“ (География на населението и селищата – Регионална демография). 
Последователно заема длъжностите хоноруван преподавател (2002), асистент (2005), старши асистент (2007), главен асистент (2010), доцент (2016) и професор (2021). От 2016 до 2019 г. е ръководител на Катедра „Регионално развитие“, а от 2019 г. – декан на Геолого-географски факултет на СУ „Св. Климент Охридски“. Член e на Академичния съвет на СУ „Св. Климент Охридски“ – през 2004-2007 като докторант, през 2019-2023 като декан на ГГФ.
От 2016 г. е ръководител на специалност „Регионално развитие и политика“ към Геолого-географски факултет. Създател и ръководител на докторска програма „Регионално развитие“ и ръководител на магистърска програма „Регионална сигурност“ до 2021 г. Ръководител e на магистърска програма „Планиране и управление на териториални системи“ в периода 2016-2019 г. През годините е отговарял за дигиталния маркетинг и реклама на много от магистърските програми в ГГФ. Участва в създаването на едни от новите бакалавърски програми в ГГФ, включително „География и английски език“ и „Геопространствени системи и технологии“. През 2023 г. е съинициатор и участва в създаването на иновативната интердисциплинарна и междуфакултетска бакалавърска програма на английски език „Климатични промени и управление“ (Climate change and management), която се администрира от ГГФ, но се реализира с участието и на Биологическия, Физически, Стопанския и Философския факултети на СУ.
Ръководител е на 17 докторанти, като до 2023 г. успешно защитили са 10. Също така е ръководил над 250 дипломни работи. Автор и съавтор е на повече от 120 статии в България и чужбина. Участник в над 100 национални, международни научни и бизнес проекта.
Женен, с три деца.

## Професионална и обществена дейност
Проф. Климент Найденов е член на Управителния съвет на Българско географско дружество в периода 2015-2022, а от 2018 до 2022 е Председател на Управителния съвет . Създател е на инициативата на Българското географско дружество – Геодекада 2020-2030. 
През 2018 г. е избран за главен редактор заедно с проф. д-р Стоян Недков на списание „Известия на Българското географско дружество“ , а от 2022 г. е негов заместник главен редактор, след като за главен редактор е избран американския географ Джон Пикълс. Списанието влиза в Scopus през 2023 г.
От 2020 г. участва в Националната комисия за подготовка и провеждане на Националната олимпиада по география и икономика и участва в подготовката на българските олимпийци участващи в Международната олимпиада по география (iGeo).
От самото създаване е член на Организационния комитет за провеждане на Българския географски фестивал – най-голямото събитие, популяризиращо науките за Земята в българското общество. През 2023 г. е домакин на фестивала в качеството си на Декан на Геолого-географски факултет, като във фестивалното събитие участват над 1000 души в 17 различни събития – ученически и студентски състезания и конкурси, изложби, публични лекции, научни демонстрации и т.н. .
От 2017 до 2019 е ръководител и член на експертни групи в процедури за институционална и програмна акредитация по професионално направление 4.4. „Науки за Земята“ към НАОА.  От 2019  е член на Съвета по регионална политика към министъра на МРРБ . В периода 2017-2020 г. е нещатен сътрудник към Комисията по регионална политика, благоустройство и местно самоуправление към 44 Народно събрание. От 2021   е член на Регионалния съвет за развитие на Югозападен район за планиране . В периода 2020-2021 г. е член на работната група към Столична община за изготвяне на Програма за качеството на атмосферния въздух на СО 2021-2026 г. От 2021 до 2023 г. е член на Комитета за наблюдение на Оперативна програма „Региони в растеж“ 2014-2020. За периода 2021-2026 г. е избран за член на постоянно действащ научен съвет към СО за изпълнение на „Комплексна програма за подобряване качеството на атмосферния въздух на територията на СО за периода 2021-2026 г. От 2020 г. е член на Съвместния програмен комитет за разработване на Програмата за сътрудничество Гърция – България 2021 – 2027 г.
В Центъра за компетентност КВАЗАР (Quasar) е ръководител на звено „Управление на риска“ . През 2022 г. Центърът внася Националният план за изграждане на квантово-комуникационна инфраструктура в България в ЕК. Центърът е българския представител в Европейската комисия, който координира изпълнението на плана и чрез него България е част от инициативата за защита на чувствителните данни и критичната инфраструктура European Quantum-safe Communication Infrastructure (EuroQCI)..
През 2023 Найденов е приет за член на Българския антарктически институт във връзка с активното му участие в събития, свързани с българската научно-изследователска програма „Антарктика“. Участва в официалната делегация за тържественото отбелязване на първото плаване на български научно-изследователски кораб към Антарктида и 31-aта Българска антарктическа експедиция, проведено в сградата на Професионалния съвет за икономически науки на Буенос Айрес, Аржентина. .
Допринася като научен редактор или научен консултант на различни научни издания и енциклопедии . Вече 20 години е в организационния и редакторски комитет на ежегодната научна конференция „География и регионално развитие“, провеждаща се в Созопол. . Съорганизатор на младежки географски научни конференции с международно участие „Бъдещето на географията в България“ – Велико Търново (2005, 2006, 2007 г.).
Основател е и член на Университетски подводен клуб „Южен залив“.

## Публикационна дейност
Климент Найденов е автор и съавтор на над 100 публикации, от които книги, учебници, учебни пособия и научни статии 
Автор или съавтор е на монографиите:
- Демография – съвременни регионални анализи, 2021
- Икономика на туризма. Икономиката и туризмът през погледа на един географ, 2020
- Thinking European(s): New Geographies of Place, Cultures and Identities (съвместно с Margaret Keane, Maria Villanueva, Antoni Luna, Anne Buttimer, Kliment Naydenov, Teresa Barata-Salgueiro, Mireia Baylina, Christian Matzka, Gerry O’Reilly, Phil Klein), 2009
- Икономика на туризма (съвместно с Петър Славейков), 2009

Съавтор е на учебниците и учебните пособия:
- География и икономика за 12. клас – профилирана подготовка. Модул 5. България и регионална политика (съвместно с Е. Патарчанова Е., П. Патарчанов и В. Стоева 2021
- География и икономика за 10. клас (съвместно с А. Попов, П. Лаков, С. Стойчев), 2019
- География и икономика за 7. клас (съвместно с А. Попов, Д. Ангелова, Л. Любенова), 2018
- География и икономика за 9. клас за профилирано и професионално образование с интензивно изучаване на чужд език (съвместно с А. Попов, П. Лаков, Е. Илиева, С. Стойчев), 2018
- Учебна тетрадка по география и икономика за 7. клас (съвместно с А. Попов, Д. Ангелова, Л. Любенова), 2018
- Партньорство и работа в мрежи: Методическо ръководство (съвместно с А. Попов), 2009
- Основи на стратегическото планиране в контекста на трансграничното сътрудничество: Методическо ръководство (съвместно с А. Попов, Ст. Димитров, Ал. Коцев, К. Димитров), 2007
- Туризъм (съвместно с Петър Славейков), 2005